# Just a Little More Love
Just a Little More Love è il primo album in studio del DJ francese David Guetta, pubblicato il 10 giugno 2002.
L'album ottiene un buon riscontro da parte di pubblico e critica, e funge da trampolino di lancio per la notorietà.
Molto si deve alla canzone che dà il titolo all'album Just A Little More Love (fra l'altro numero 1 nella speciale classifica dei club francesi), primo singolo estratto, ma la canzone senza dubbio migliore dell'album è Love Don't Let Me Go che diventa il video più programmato dell'anno in Francia.
Nel 2006 verrà inoltre realizzato un remix della canzone, una fusione con la hit dei The Egg, Walking Away, e il titolo verrà modificato in Love Don't Let Me Go (Walkin' Away).

## Tracce
1. Just a Little More Love – 3:20
2. Love Don't Let Me Go – 3:35
3. Give Me Something – 5:45
4. You – 3:25
5. Can't You Feel The Change – 4:55
6. It's Allright – 3:50
7. People Come People Go – 3:20
8. Sexy 17 – 3:30
9. Atomic Food – 3:10
10. 133 – 3:40
11. Distortion – 3:10
12. You Are The Music – 6:00
13. Lately – 1:40